# Lenda do Pezinho de Nossa Senhora

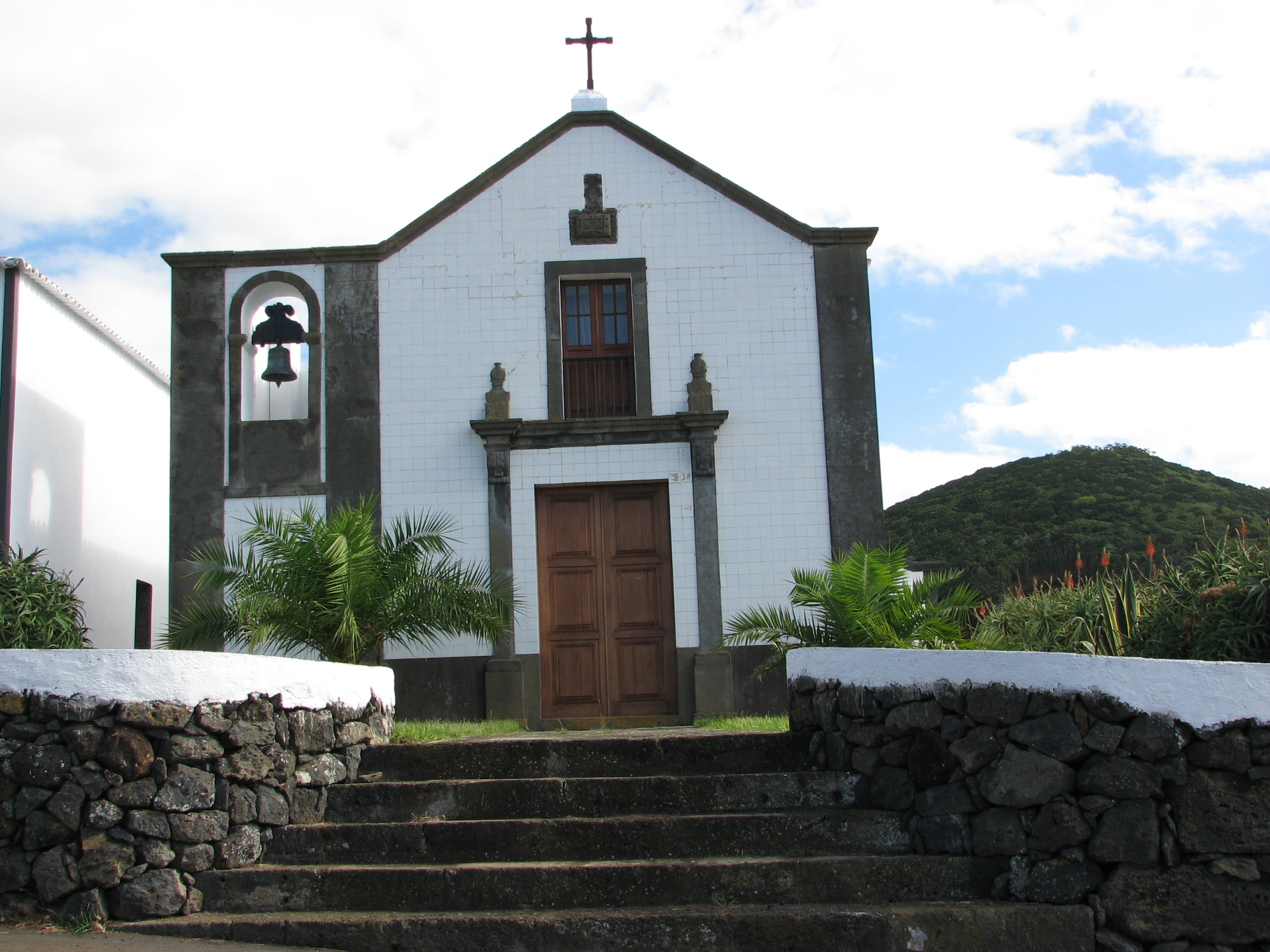
Ermida de Nossa Senhora da Ajuda.

A Lenda do Pezinho de Nossa Senhora é uma tradição oral da ilha Terceira, nos Açores. Liga-se à fé e à religiosidade do povo açoriano.

## Lenda
Nos dias do início do povoamento nos princípios do século XV, várias pessoas passavam junto de um curso de água denominado Ribeira das Sete, quando avistaram a Virgem Nossa Senhora a pairar sobre a água, dizendo: "Estai atentos. Aqui próximo, no mar, há-de aparecer uma imagem minha". Ao dizer isto, Nossa Senhora colocou um pé na rocha basáltica de um dos lados da ribeira, desaparecendo em seguida e deixando a pegada marcada.
Quando o acontecimento foi divulgado pela localidade e seus arredores, as populações ficaram alvoraçadas. Muitas, apesar de cépticas, iam espreitar o mar para ver se avistavam alguma coisa. Ficaram então muito admiradas quando, passados alguns dias, deu à costa um caixote feito em madeira. Tinha vindo levado pelo mar, ficando depositado num poço de maré. Ao ser aberto, foi encontrada uma imagem, como havia sido predito: a de Nossa Senhora da Ajuda, esculpida em pedra.
A imagem foi levada para a igreja paroquial, onde a população pensou lhe dedicar um altar. Mas no dia seguinte à sua entrada na igreja, a imagem tinha desaparecido. A imagem acabaria por ser encontrada no local da Lapinha, onde tinha sido encontrada, junto de uma pequena furna cavada na rocha. Quando soube do ocorrido, uma aldeã da localidade disse que nessa noite tinha visto passar o que lhe pareceu uma senhora em trânsito da igreja para o local da Lapinha, transportada por anjos.
Depois de este fenómeno acontecer repetidamente, a população já sabia onde encontrar a imagem. Um dia, o padre e alguns homens da localidade resolveram levar mais uma vez a imagem para a igreja. Mas quando foram pegar nela, ficou repentinamente tão pesada que não foi possível deslocá-la. Foi assim que o povo percebeu finalmente que a Virgem queira ali ficar, próxima do mar. O povo edificou-lhe então a Ermida de Nossa Senhora da Ajuda, onde colocaram a imagem.
A esta ermida acorrem todos os anos muitos fiéis, vindo em peregrinação e para solicitar os milagres da virgem.